# Znoski
Znoski [ˈznɔski] est un village polonais de la gmina de Mońki dans le powiat de Mońki et dans la voïvodie de Podlachie. Il se situe à environ 3 kilomètres au sud-ouest de Mońki et à 40 kilomètres au nord-ouest de Białystok. 